# Dallas Rattlers
Die Dallas Rattlers sind ein Lacrosse-Team in Frisco, Texas. Von der Saison 2001 bis 2008 und seit 2011 spielen sie in der Major League Lacrosse (MLL).

## Geschichte

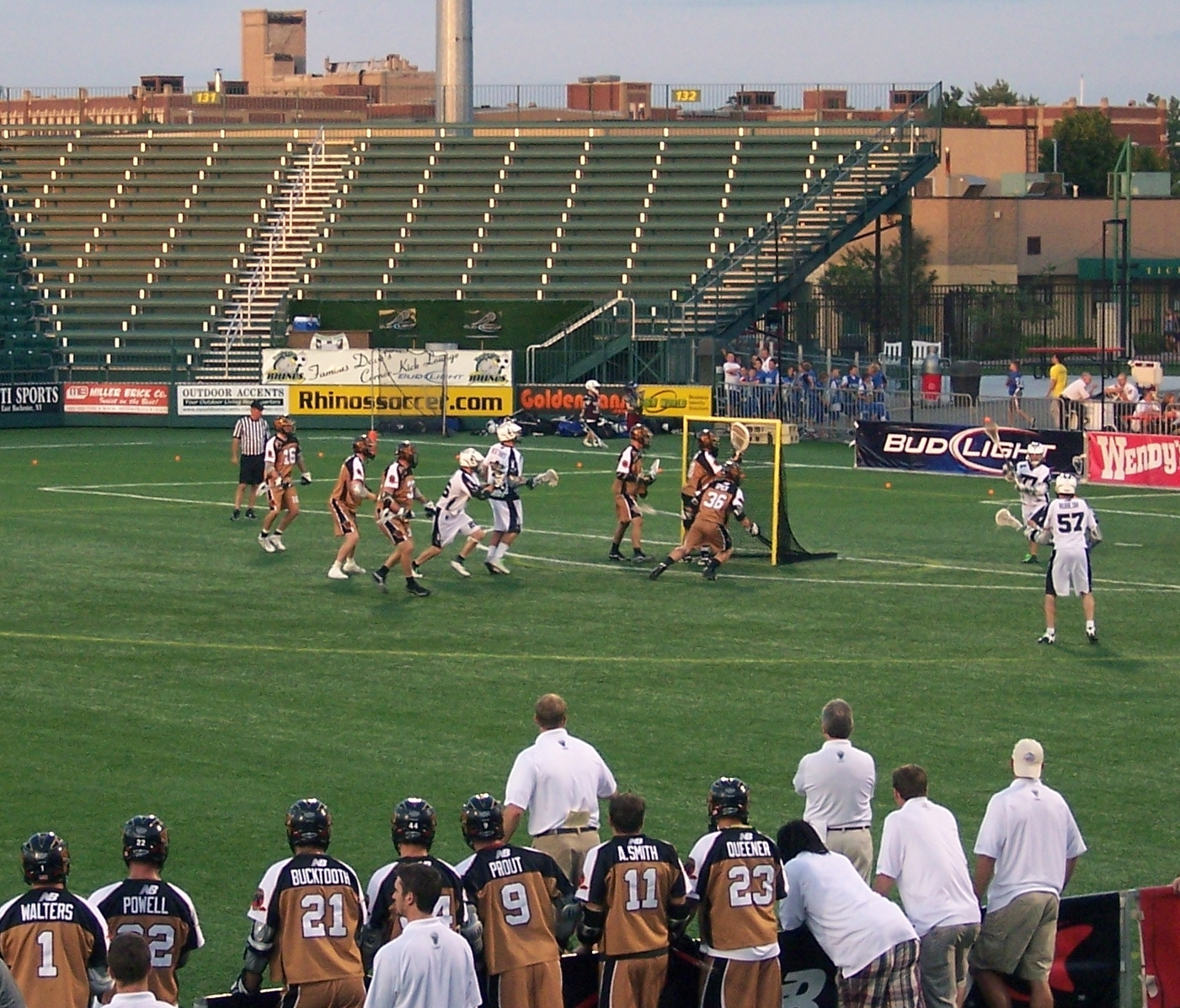
Die Rochester Rattlers (orange) gegen die Long Island Lizards (weiß) im Sahlen’s Stadium (August 2008).

### Rochester Rattlers
2001 und 2002 trug das Team seine Heimspiele auf dem Frontier Field aus. Danach spielten sie von 2003 bis 2005 auf dem Sportfeld der Bishop Kearney High School, bis sie 2006 in das Sahlen’s Stadium umzogen. Im Jahre 2004 konnten sie die Meisterschaft der National Division gewinnen. Ein besonderes Spiel für die Rattlers fand am 16. Juni 2007 gegen die Denver Outlaws statt. Sie gewannen 27:26 und erreichten somit den neuen Rekord des höchsten Endergebnisses in der Geschichte der MLL. 2009 wurde das Team mit Angestellten und Spielern in das kanadische Toronto verkauft und trug dort den Namen Toronto Nationals (später: Hamilton Nationals). 2011 wurde Chicago Machine nach Rochester verlegt und trat dort als Rochester Rattlers an.

### Dallas Rattlers
Im November 2017 kündigte die Liga die Umsiedlung des Franchises nach Frisco, einem Vorort von Dallas, an. Zur Saison 2018 sollen sie dort unter dem Namen Dallas Rattlers antreten. Als neuer Trainer wurde Bill Warder angekündigt. Die Heimspiele werden im Ford Center at The Star ausgetragen, das auch als Trainingsstätte der Dallas Cowboys genutzt wird.

## Statistik
| Jahr      | G  | V  | Reguläre Saison                   | Playoffs                                               |
| --------- | -- | -- | --------------------------------- | ------------------------------------------------------ |
| 2001      | 8  | 6  | Zweiter in der National Division  | Verlierer im Halbfinale gegen die Long Island Lizards  |
| 2002      | 6  | 8  | Dritter in der National Division  | ---                                                    |
| 2003      | 5  | 7  | Dritter in der National Division  | ---                                                    |
| 2004      | 7  | 5  | Erster in der National Division   | Verlierer im Halbfinale gegen die Philadelphia Barrage |
| 2005      | 6  | 6  | Zweiter in der National Division  | Verlierer im Halbfinale gegen die Baltimore Bayhawks   |
| 2006      | 5  | 7  | Fünfter in der Eastern Conference | ---                                                    |
| 2007      | 9  | 3  | Zweiter in der Eastern Conference | ---                                                    |
| 2008      | 9  | 3  | Erster in der Eastern Conference  | Gewinner im Finale gegen die Denver Outlaws            |
| 2009      | –  | –  | Nicht gespielt                    | ---                                                    |
| 2010      | –  | –  | Nicht gespielt                    | ---                                                    |
| 2011      | 2  | 10 | Sechster in der Liga              | ---                                                    |
| 2012      | 7  | 7  | Fünfter in der Liga               | ---                                                    |
| 2013      | 6  | 8  | Fünfter in der Liga               | ---                                                    |
| 2014      | 10 | 4  | Erster in der Liga                | Verlierer im Finale gegen die Denver Outlaws           |
| 2015      | 8  | 6  | Dritter in der Liga               | Verlierer im Finale gegen die New York Lizards         |
| Insgesamt | 88 | 80 | 1 Sieg                            | Play-off-Bilanz: 4:6                                   |

## Trainer
- Guy Van Arsdale 2001–2003
- B.J. O’Hara 2004–2008, 2011
- Tim Soudan 2011–2017
- Bill Warder 2018–